# Don Robainas kærlighed
Don Robainas kærlighed er en dansk dokumentarfilm fra 2003 med instruktion og manuskript af Helle Windeløv.

## Handling
Filmen er et portræt af den 83-årige tobakslegende Don Alejandro Robaina og livet på hans tobaksplantage El Pinar på Cuba. I en alder af 83 år står Don Robaina overfor at skulle trække sig tilbage og dermed overlade sit livsværk til næste generation. Hans ældste søn, El Nino, som han har et meget nært forhold til, er tiltænkt at være frontfigur for familieforetagendet fremover, men livet udvikler sig som bekendt ikke altid, som man ønsker det.